# Jean-Louis Schlesser
Jean-Louis Schlesser (* 12. září 1948 Nancy) je francouzský automobilový závodník. Jeho strýc Jo Schlesser se také věnoval motorismu a tragicky zahynul při Grand Prix Francie 1968.
Zúčastnil se dvou závodů mistrovství světa jezdců F1: Grand Prix Francie 1983 za tým RAM Racing (nedokončil) a Grand Prix Itálie 1988 za tým Williams Grand Prix Engineering (11. místo).
Šestkrát startoval v závodě 24 hodin Le Mans, nejlepším výsledkem bylo druhé místo v roce 1981. V roce 1985 vyhrál Championnat de France de Supertourisme a v letech 1989 a 1990 World Sportscar Championship. V roce 1994 vyhrál kategorii Classic Masters na Race of Champions. Je dvojnásobným vítězem Rallye Dakar z let 1999 (navigátor Philippe Monnet) a 2000 (navigátor Henri Magne). Také šestkrát vyhrál Africa Eco Race (2009 až 2014).
Navrhl vlastní automobil Buggy Schlesser. Hrál sám sebe ve filmu Taxi, Taxi.